# Centro de Convenções Edson Queiroz
O Centro de Convenções Edson Queiroz ou Centro de Convenções do Ceará foi um centro de convenções localizado no bairro Edson Queiroz, Fortaleza, Ceará que servia para a realização de eventos. O centro de convenções possuía 15.200 m² de área, sendo aproximadamente 13.000 m² climatizada. Sua estrutura tinha capacidade para receber até cinco eventos simultâneos, já que possuía 7 blocos independentes e alguns sub-bloco (como A400, F Mezanino, mini auditório B1 e B2, etc).
O terreno, que pertencia à Fundação Edson Queiroz desde 1971, foi cedido ao Estado em 1973 para a construção do centro de convenções no ano seguinte. Após décadas recebendo diversos eventos, foi desativado em 2012, quando o Centro de Eventos do Ceará foi concluído. Então abandonado, foi devolvido ao grupo empresarial em 2019, que o demoliu no mesmo ano para a construção de um estacionamento e um centro de artes.
Localizava-se na Avenida Washington Soares, entre a Universidade de Fortaleza e o terreno do atual Centro de Eventos do Ceará.